# Joyce Jillson
Joyce Jillson, ameriška operna, televizijska igralka in astrologinja, * 26. december 1946, Cranston, Rhode Island, † 1. oktober 2004.
Ob času njene smrti so objavljali njene članke v več kot 200 publikacijah.

## Življenjepis
Sprva je bila operna igralka na Broadwayju in televizijska igralka v Los Angelesu. Toda leta 1973 se je začela ukvarjati z astrologijo.
Najbolj je znana kot astrološka svetovalka Ronalda Reagana in njegove žene Nancy in 20th Century Fox Studios (njim je priskrbela najboljše datume za premiero filma Vojna zvezd: Novo upanje).